# Böschleinsmühle
Böschleinsmühle ist ein Gemeindeteil des Marktes Pleinfeld im Landkreis Weißenburg-Gunzenhausen (Mittelfranken, Bayern). Böschleinsmühle liegt in der Gemarkung Pleinfeld.

## Lage
Der Weiler liegt zwischen Pleinfeld und Mühlstetten, 1,5 Kilometer von Pleinfeld entfernt. Durch Böschleinsmühle führt die Staatsstraße 2224, hier auch Mühlstraße genannt. Östlich fließt die Schwäbische Rezat vorbei. Das ursprüngliche Mühlenanwesen befindet sich direkt östlich der Staatsstraße. Westlich der Straße schließt sich Richtung Norden ein Gewerbegebiet an, das fast bis zur benachbarten Seemannsmühle reicht. Böschleinsmühle liegt direkt auf dem 11. Längengrad.